# Norman McLaren
Norman McLaren (Stirling, 11 aprile 1914 – Montréal, 27 gennaio 1987) è stato un regista scozzese di film d'animazione.

## Biografia
Nato in Scozia, studia dal 1932 al 1936 alla Glasgow School of Art e inizia la sua carriera a 19 anni realizzando Seven Till Five (Dalle sette alle cinque) (1933), in cui descrive una giornata della vita in una scuola d'arte. Fortemente influenzato dallo stile di Ėjzenštejn, il cortometraggio rivela uno spirito spiccatamente formalista. Il successivo Camera Makes Whopee! ("La cinepresa fa evviva!") comprende lavori a cartoni animati, modelli e animazioni di oggetti. A un festival amatoriale scozzese, McLaren presenta i due lavori che vengono notati da uno dei membri della giuria, John Grierson, padre del documentarismo britannico. Sarà proprio lui ad accreditarlo presso il General Post Office Film Unit (GPO Unit), presso il quale comincia a lavorare nel 1937.
Nel 1936 gira, assieme a Helen Biggar, il suo ultimo cortometraggio presso la Glasgow School of Art, Hell Unltd, una dura critica alla corsa agli armamenti e al capitalismo; nello stesso anno partecipa alla Guerra civile spagnola come cineoperatore, poi nel GPO Unit realizza quattro film, tra cui Love on the wing con immagini disegnate direttamente sulla pellicola. Nel 1939 si trasferisce a New York, dove continua a sperimentare su un'altra dozzina di film la pittura diretta su celluloide. Nel 1941 approda al National Film Board of Canada (NFB), diventando l'autore-simbolo della cinematografia d'animazione di quel paese. Qui realizza infatti filmati di propaganda (V for Victory, 1941, Hen Pop Hop, 1942), ma anche filmati astratti e opere sperimentali come Dollar dance (1943), dipinto sulla celluloide con fondali semovibili; Alouette (1944), illustrazione in tre minuti del popolare canto francese fatta con ritagli di carta; C'est l'avion (1945) realizzata con pastelli.
Sempre grazie al sostegno economico e produttivo dell'NFB, prosegue la propria sperimentazione approfondendo tecniche diverse come il disegno animato, la pixillation (l'inserimento di attori veri in sequenze animate), l'animazione ottenuta con la carta ritagliata, la stop-motion, l'elaborazione dei suoni mediante intervento diretto sulla banda sonora. Si tratta di lavori dal grande impatto tecnico, che hanno segnato l'eccellenza della sperimentazione ma senza mai rinunciare all'intrattenimento.
Il suo lavoro più famoso è il cortometraggio Neighbours (1952), in cui sperimenta una nuova tecnica: l'animazione di vere persone. Il film mostra due uomini seduti tranquillamente nei giardini delle loro case quando un fiore sboccia sul confine tra le loro proprietà. Nella lotta che ne consegue, il fiore è distrutto e gli uomini sono uccisi. Interpretato da due suoi collaboratori, Paul Ladouceur e Grant Munro, che vengono messi in posa 24 volte al secondo seguendo una tecnica per certi versi più difficile dello stop-motion di oggetti inanimati, il film è girato con uno stile allegro che stride con la sinistra allegoria del racconto. Gli attori, costretti a strane pose, sembrano muoversi meccanicamente come marionette e la combinazione fra realismo e formalismo è perfettamente funzionale alla favola, che contiene un forte messaggio sociale di pace e di antimilitarismo. Neighbours valse a McLaren numerosi riconoscimenti, tra cui l'Oscar al miglior cortometraggio documentario.
Nel 1957 realizza Chairy Tale (Racconto della sedia), che combina animazione di persone e di oggetti, illustrando la ribellione del mondo inanimato contro la manipolazione umana. Questo film, musicato da Ravi Shankar, mostra un uomo che cerca inutilmente di sedersi su una sedia riluttante. Stesso argomento tratta il successivo Opening Speech (Discorso di apertura) (1960), interpretato dallo stesso McLaren che cerca di impadronirsi di un microfono recalcitrante.
Una delle realizzazioni più ricche e complesse è Canon (Canone) (1964), che include cartoni animati, animazione di sagome ritagliate, oggetti, persone e anche un gatto. Con l'abilità artigianale tipica di tutto il suo lavoro, McLaren illustra un tema che gli è particolarmente congeniale: la traduzione di forme musicali in forme visive. Nel film, McLaren descrive il canone dapprima per mezzo di cubetti alfabetici, poi mediante pupazzi animati, infine facendo marciare attraverso lo schermo un uomo, una donna e un gatto, che ripetono gli stessi movimenti (melodia) in stadi differenti.

## Filmografia essenziale
- Dans un petit bois (1946)
- La poulette grise (1947)
- Begone Dull Care (1949)
- Now is the time (1951)
- Around is around (1951; in tre dimensioni)
- Neighbours (1952) Oscar al miglior cortometraggio documentario.
- Blinkity blank/">blank (1955)
- A chairy tale (1957)
- Parallèles (1960)
- Canon (1964)
- Pas de deux (1968)
- Synchromy (1971)

## Filmografia
1978 - Animated Motion #5 (Short documentary) (producer)
1977 - Animated Motion #2 (Short) (producer)
1977 - Animated Motion #3 (Short) (producer)
1977 - Animated Motion #4 (Short) (producer)
1976 - Animated Motion #1 (Short) (producer)
1972 - Ballet Adagio (Short) (producer - uncredited)
1971 - Synchromy (Short) (producer)
1969 - Spheres (Short) (producer)
1968 - Pas de deux (Short) (producer - uncredited)
1966 - /IMosaic (Short) (producer)
1964 - Canon (Short) (producer)
1962 - Lines: Horizontal (Short) (producer)
1961 - New York Lightboard Record (Documentary short) (producer)
1960 - Lines: Vertical (Short) (producer)
1960 - Opening Speech (Short) (producer)
1959 - Jack Paar Credit Titles (Short) (producer)
1959 - Mail Early for Xmas (Short) (producer)
1959 - Serenal (Short) (producer)
1959 - Short and Suite (Short) (producer)
1958 - Le merle (Short) (producer)
1957 - Chairy Tale (Short) (producer)
1956 - Rythmetic (Short) (producer)
1955 - Blinkity Blank (Short) (producer)
1953 - Two Bagatelles (Short) (producer)
1953 - Around Is Around (Short) (producer)
1952 - A Phantasy (Short) (producer)
1952 - Twirligig (Short) (producer - uncredited)
1952 - Neighbours (Short) (producer)
1951 - Now Is the Time (Short) (producer)
1951 - Pen Point Percussion (Documentary short) (producer)
1950 - Begone Dull Care (Short) (producer)
1947 - Fiddle-de-dee (Short) (producer)
1947 - La poulette grise (Short) (producer)
1946 - A Little Phantasy on a Nineteenth Century Painting (Short) (producer)
1946 - Hoppity Pop (Short) (producer)
1946 - Là-haut sur ces montagnes (Short) (producer)
1945 - Let's All Sing Together: No. 3 (Short) (producer)
1945 - Let's All Sing Together: No. 4 (Short) (producer)
1945 - Let's All Sing Together: No. 5 (Short) (producer)
1945 - Let's All Sing Together: No. 6 (Short) (producer)
1944 - Alouette (Short) (producer)
1944 - A Rainy Day (Short) (producer)
1944 - C'est l'aviron (Short) (producer)
1944 - Chants populaires nº 5 (Short) (producer)
1944 - Chants populaires nº 6 (Short) (producer)
1944 - Keep Your Mouth Shut (Short) (producer)
1944 - Let's All Sing Together: No. 1 (Short) (producer)
1944 - Let's All Sing Together: No. 2 (Short) (producer)
1944 - Chants populaires nº 4 (Short) (producer)
1944 - Chants populaires nº 3 (Short) (producer)
1944 - Chants populaires nº 2 (Short) (producer)
1944 - Chants populaires nº 1 (Short) (producer)
1943 - Dollar Dance (Short) (producer)
1943 - Tic Tac Toe (Short) (producer)
1942 - Five for Four (Short) (producer)
1942 - Hen Hop (Short) (producer)
1941 - Boogie-Doodle (Short) (producer - uncredited)
1941 - /IV for Victory (Short) (producer)
1941 - Mail Early (Short) (producer)
1940 - Dots (Short) (producer)
1940 - Loops (Short) (producer)
1940 - Spook Sport (Short) (producer)
1940 - NBC Greeting (Short) (producer)
1940 - NBC Valentine Greeting (Short) (producer)
1939 - Love on the Wing (Short) (producer)
1939 - Scherzo (Short) (producer)
1939 - Stars and Stripes (Short) (producer)
1938 - Mony a Pickle (Short) (producer)
1937 - Book Bargain (Documentary short) (producer)
1937 - News for the Navy (Short) (producer)
1936 - Defence of Madrid (Short) (producer)
1936 - Hell Unltd (Documentary short) (producer)
1935 - Camera Makes Whoopee (Short) (producer)
1935 - Polychrome Fantasy (Short) (producer)
1933 -  Till 5 (Documentary short) (producer)